# 新疆炒米粉
新疆炒米粉是中国新疆的一道料理。

## 简介
新疆炒米粉虽然诞生于新疆，但制作方法却融合了贵州菜的特色。1982年，乌鲁木齐十月拖拉机厂的两名贵州籍员工文忠福和卓芳义将贵州的米粉和新疆的拌面、炒面制作方法相结合，发明出了最初的新疆炒米粉。1986年，乌鲁木齐出现第一家专卖新疆炒米粉的饭馆。
新疆炒米粉选用的米粉粗而有韧性，酱料辛辣浓郁，通常还会配上芹菜、四川泡菜、鸡肉（或牛肉）等一同炒制。